# ميشيل ديلانكراي
ميشيل ديلانكراي كاتب أغاني فرنسي. كتب للمغني الفرنسي باسكال دانيل عدة أغاني ككيليمانجارو، وأيضا للكثير من فناني الأغنية الفرنسية كإريك شاردن بالستينات. كما أنه شارك في صناعة الموسيقى التصورية لعدة أفلام.

## روابط خارجية
- ميشيل ديلانكراي على موقع ميوزك برينز (الإنجليزية)
- ميشيل ديلانكراي على موقع ديسكوغز (الإنجليزية)
- ميشيل ديلانكراي على موقع ديسكوغز (الإنجليزية)